# Clusia melchiorii
Clusia melchiorii là một loài thực vật có hoa trong họ Bứa. Loài này được Gleason mô tả khoa học đầu tiên năm 1931.